# Benjamin Stoddert

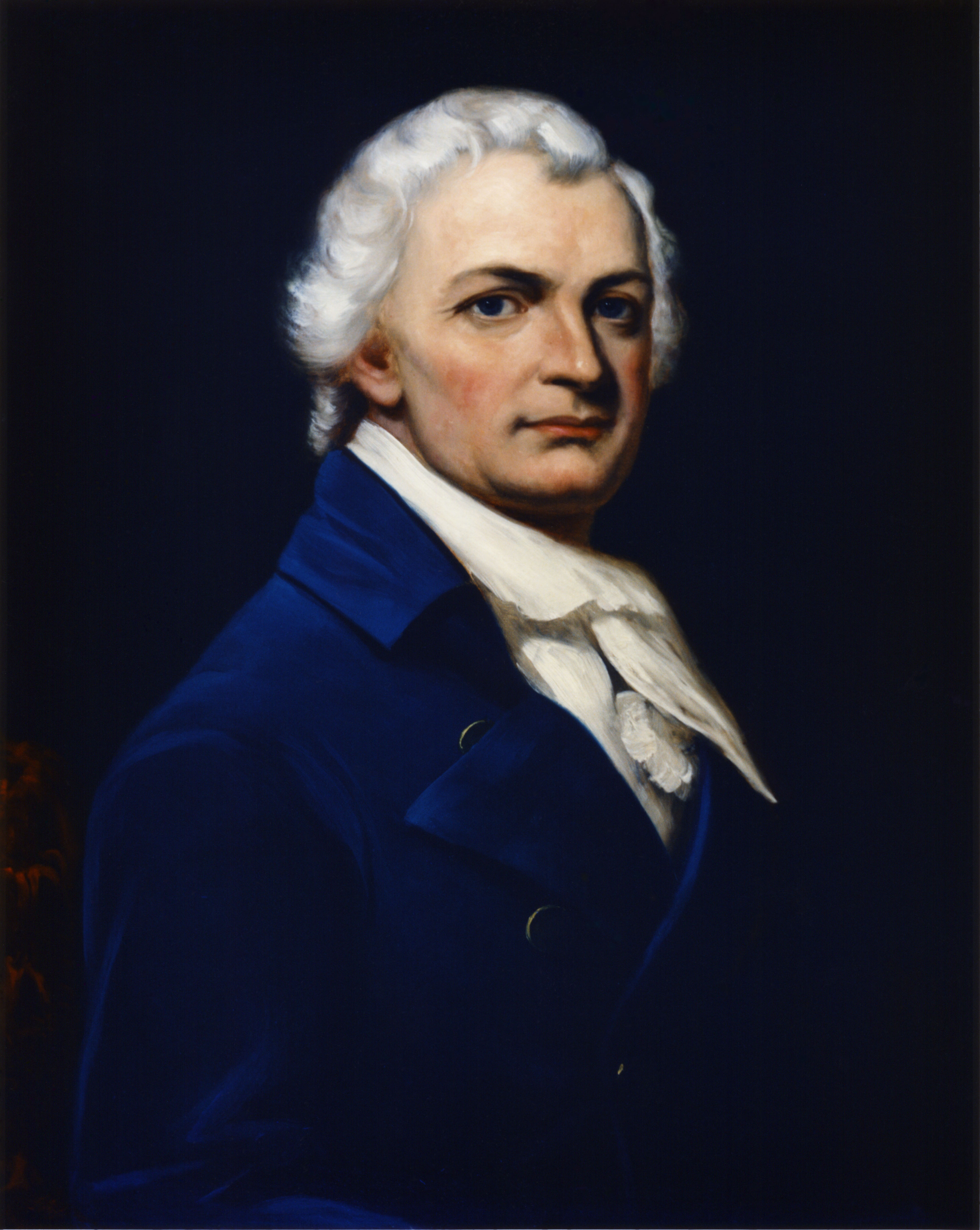
Benjamin Stoddert

Benjamin Stoddert (* 1751 im Charles County, Province of Maryland; † 13. Dezember 1813 in Bladensburg, Maryland) war ein US-amerikanischer Politiker (Föderalistische Partei) und der erste Marineminister der Vereinigten Staaten.
Während der amerikanischen Revolution diente Stoddert in der Kontinentalarmee und wurde bei der Schlacht von Brandywine verwundet. Daraufhin dienstunfähig verließ er die Armee im Range eines Major und arbeitete von 1779 bis 1781 als Sekretär im Board of War, einem Komitee des Zweiten Kontinentalkongresses zur politischen Kontrolle der Kontinentalarmee. In der Folge zog Stoddert sich in das Privatleben zurück und etablierte Forrest, Stoddert, & Murdock erfolgreich als ein internationales Handelsunternehmen mit Sitz in Georgetown, Maryland. Mit der Zeit betätigte er sich zunehmend in der Bodenspekulation und half im Jahr 1794 bei der Gründung der Bank of Columbia, um so die finanziellen Transaktionen über diese Bank schneller abwickeln zu können.
Das Department of the Navy wurde durch ein Bundesgesetz am 30. April 1798 geschaffen. US-Präsident John Adams berief Stoddert als Marineminister in sein Kabinett. Der Quasi-Krieg 1798 bis 1800 zwischen Frankreich und den Vereinigten Staaten beschäftigte Stoddert von Beginn an. Seine Hauptaufgabe sah Stoddert dabei in der organisatorischen Neuaufstellung der nach den Befreiungskriegen kaum mehr bestehenden US Navy.
Im März 1801 verließ Stoddert sein Amt. Er arbeitete wieder als Geschäftsmann, war dabei aber wenig erfolgreich. Er starb im Dezember 1813 in Bladensburg und wurde in der Addison Chapel in Seat Pleasant beigesetzt.
Nach ihm wurden zu seinen Ehren die Schiffe Stoddert, in Dienst von 1920 bis 1935, und Benjamin Stoddert, in Dienst von 1964 bis 1991, benannt.